# Конка дела Кампания
Ко̀нка дела Кампа̀ния (на италиански: Conca della Campania; на неаполитански: Conga, Конга) е село и община в Южна Италия, провинция Казерта, регион Кампания. Разположено е на 420 m надморска височина. Населението на общината е 1292 души (към 2010 г.).